# Yellowstone (jezioro)
Yellowstone (ang. Yellowstone Lake) – największe jezioro w Parku Narodowym Yellowstone w stanie Wyoming (USA), o głębokości średniej 42 m (w najgłębszym miejscu 118 m). Jezioro znajduje się na wysokości 2376 m n.p.m. i po jeziorze Titicaca jest drugim najwyżej położonym słodkowodnym jeziorem na Ziemi.
Inne nazwy jeziora to Bridger Lake, Lake Riddle i Sublette Lake. 

## Bibliografia

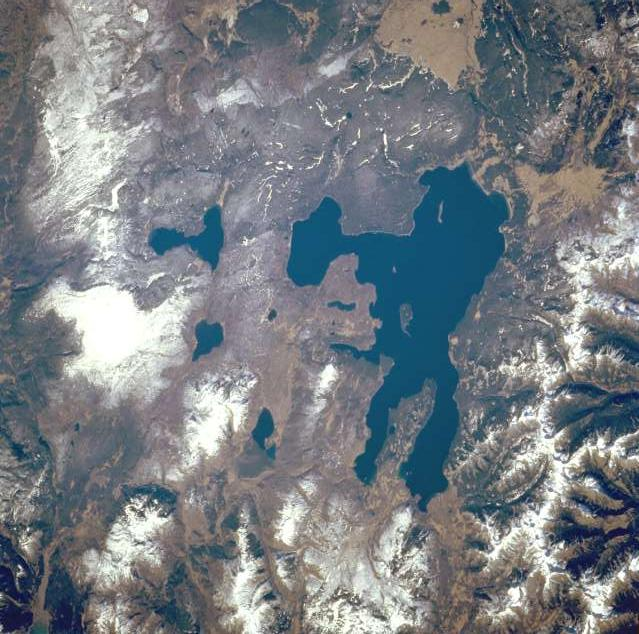
Jezioro Yellowstone widziane z kosmosu